# Domme
Domme (okcitansko Doma) je naselje in občina v francoskem departmaju Dordogne regije Akvitanije. Leta 2008 je naselje imelo 1.004 prebivalce.

## Geografija
Kraj leži v pokrajini Périgord Noir ob reki Dordogne, 74 km jugovzhodno od Périgueuxa.

## Uprava
Domme je sedež istoimenskega kantona, v katerega so poleg njegove, vključene še občine Bouzic, Castelnaud-la-Chapelle, Cénac-et-Saint-Julien, Daglan, Florimont-Gaumier, Groléjac, Nabirat, Saint-Aubin-de-Nabirat, Saint-Cybranet, Saint-Laurent-la-Vallée, Saint-Martial-de-Nabirat, Saint-Pompont in Veyrines-de-Domme s 6.607 prebivalci.
Kanton Domme je sestavni del okrožja Sarlat-la-Canéda.

## Zgodovina
Naselbina je bila ustanovljena kot francoska srednjeveška bastida v letu 1281 pod Filipom III. v času albižanske vojne.

## Zanimivosti
- mestna vrata la porte des Tours,
- Château de Caudon iz 19. stoletja,
- Le belvédère de la "Barre", pečina nad reko Dordogne